# Kase.O
Kase.O, aussi stylisé Kase-O, de son vrai nom Javier Ibarra Ramos, né le 1er mars 1980 à Saragosse, Aragón, est un rappeur espagnol, membre du groupe Violadores del Verso avec Sho-Hai (alias Hate), Lírico, et R de Rumba.

## Biographie
Kase-O s'initie dans le monde du rap influencé par son grand frère Brutal, que fera partie du groupe Gangsta Squad. Ainsi, à 13 ans, il enregistre sa première démo sur cassette audio, Rompecabezas, qui attire l'attention à Saragosse. Deux ans plus tard, il enregistre une autre démo, Dos Rombos, qui comprend Soy de Aragón. 
Plus tard, il s'associe à d'autres personnalités locales du genre comme Hate, Lírico et R de Rumba, avec qui il formera le groupe Violadores del Verso.
Violadores del Verso (aussi appelé Doble V) aide à populariser Kase-O à l'international. Avec le groupe, il enregistre plusieurs albums studio, EP et DVD. En 1998, le groupe lance le maxi-single Violadores del Verso presentan a Kase-O en: Mierda, qui comprend le morceau homonyme, qui est une diss song envers le rappeur Metro du groupe Geronación, et le morceau Mc. En 2009, le groupe reste inactif, et chacun des membres entame une carrière solo.
En 2009, en pleine préparation d'un premier album solo, Kase-O commence une tournée avec le groupe Jazz Magnetism dans plusieurs villes espagnoles. En 2015, le rappeur annonce son premier album studio pour 2016. Ce dernier, intitulé El Círculo, est publié le 23 septembre 2016 à l'échelle internationale ; il s'agit de sa première sortie depuis 2011. El Círculo comprend 17 morceaux, et est positivement accueilli par la presse spécialisée,,. Le single Esto no para est publié le 15 de septembre 2016 sur sa page officielle YouTube, qui comptera un million de vues pendant les trois premières semaines.
En 2024, il reçoit la Médaille d'or du mérite des beaux-arts, décernée par le Ministère de l'Éducation, de la Culture et des Sports espagnol.

## Discographie

### Albums studio
- 2011 : Kase.O Jazz Magnetism (avec le groupe Jazz Magnetism)
- 2016 : El Círculo

### Démos et EP
- 1993 : Rompecabezas (démo)
- 1995 : Dos Rombos (démo)
- 1998 : Mierda (maxi-single)
- 2015 : Previo (maxi-single)

## Collaborations
- 1994 : Vamos a por él (Kase.O)  - DJ Potas
- 1994 : Zaragoza zulú (freestyle) (D. J. C., Spi, Lírico, Kase-O, MC Twist Pression, B Boy J, Rapid, General D, Hate) - DJ Potas
- 1994 : Revolución Claan (avec Kase-O) [Claan]
- 1994 : De la Jota Claan (avec Kase-O) [Claan]
- 1994 : Violadores del Verso - Gangsta Squad (avec Kase-O et Hate)
- 1995 : Nuevo imperio (freestyle) El Puto Shark (avec Kase-O, Lírico, Hate, Nacho C, Rapid, Wet, et Mr. Twix)
- 1995 : Rymax kynzeanyerax-  El Puto Shark (avec Kase-O y Crazy Dasy)
- 1995 : Más rápido - Hardcore Street (avec Kase-O)
- 1995 : Cultura - Hardcore Street (avec Kase-O)
- 1995 : Así es como anda (Kase-O) VV. AA.
- 1996 : La historia interminable - Bufank (avec Kase-O et Lírico)
- 1997 : Sigue este consejo Bufank (avec Kase-O)
- 1997 : 100% croudos RMX (Kase-O) - Kool DJ X
- 1997 : 100% croudos (Kase-O) -  Kool DJ X
- 1998 : La del rollo - Yinfin (avec Kase-O)
- 1998 : Domingos de cal - Frutas y verduras (avec Kase-O)
- 1998 : Odio - Frutas y verduras (avec Kase-O)
- 1998 : Frutas y Verduras avec Ron sin Condón (Kase-O et MastaFlow)
- 1999 : A mí no me lo cuentes - SFDK (avec Kase-O)
- 2000 : En el cielo no hay alcohol (Kase-O) - Jotamayúscula
- 2000 : En mi ciudad hace caló - Mala Rodríguez (avec Kase-O)
- 2000 : Kase-O – Una vez más improvisando - Giro
- 2001 : Billete de ida hacia la tristeza - Míos Tíos (avec Kase-O)
- 2002 : No se conforman -  Pablo (avec Kase-O et Lechowski) (promo 2002)
- 2002 : Nana - El Puto Coke (avec Payo Fornieles et Kase-O) [Un rayo de Soul]
- 2002 : Pásatelo - La Puta OPP (avec Dobleache, Kase-O et Dave Bee) [Chanelance]
- 2003 : Esa Mujer - Acheset (avec Kase-O)
- 2003 : Javato Jones (Bonus Track) - Acheset
- 2003 : Capítulo IX - Hablando en plata squad (avec Versátil alias Kase-O) [Supervillanos de alquiler]
- 2003 : Chúpala - Dogma Crew (avec Kase-O)
- 2004 : No hay destino - Prome (avec Kase-O)
- 2004 : Outro Mousse de veneno Eykeyey Rey (avec Kase-O)
- 2004 : Ke no hay alcohol - Jotamayúscula (avec Kase-O)
- 2004 : Ya estamos muertos Jotamayúscula (avec Kase-O, Capaz Fernández, Sicario, Kultama et Supernafamacho)
- 2004 : Quieres - (Kase-O et Kami) - R de Rumba
- 2004 : Javat y Kamel (R de Rumba)
- 2004 : El niño quiere volar - Frutas y verduras (con Kase-O)
- 2005 : Dos minutos Pablo (avec Jab Jones)
- 2005 : Nací muerto - Sr. Rojo (avec Rush et Kase-O)
- 2005 : Bonus track: Libre (Kase-O) - Kid Nacho
- 2005 : Vete a casa - Falsalarma (avec Tote King et Kase-O)
- 2005 : Algo de Jazz - Erik B (avec Lírico et Kase-O)
- 2006 : Hollístico Pablo (avec Kase-O)
- 2006 : Dos minutos Jotamayúscula (avec Kase-O)
- 2008 : Kase-O (Violadores del verso) - Yata
- 2008 : Amarga bilis - Sr. Rojo (avec Kase-O)
- 2008 : El tren - Shotta (avec Kase-O)
- 2009 : En el rap es mito (scratch interlude #10) - DJ Down – ego sin límite – Kase-O freestyle Dj Down [Trabajos manuales 2 – Recorta, pega y colorea]
- 2009 : We speak Hip Hop Grandmaster Flash (con Abasi, Kase-O, Maccho, Abass y KRS-One) [The bridge]
- 2009 : Como el Sol Científico (con Kase-O & R de Rumba) [Seguimos perdiendo]
- 2009 : Muere R de Rumba & Xhelazz [De vuelta al estudio: remixes y rarezas]
- 2010 : Kase. O- Tributo a Mr. Scarface Hazhe [Universal Language]
- 2010 : Kase. O- Psico mosaico prosaico Hazhe [Universal Language]
- 2010 : Hip Hop sin ley Acheset (con Kase-O) [Como pez en el agua]
- 2010 : Pan caliente Capaz (con Kase-O) [Último cigarro]
- 2011 : Interludos Ossian ViGa(con Kase-O)
- 2011 : Perdiendo la religión Guante Blanco (avec Aarón et Kase-O)
- 2011 : Rap vs. Racismo - El Chojín (avec  Lírico, Santo, El Langui, Kase-O, Nach, Locus, Osse, Nerviozzo, Sho Hai, Zatu, Gitano Antón, Titó et Xhelazz)
- 2011 : Espacio vital Zatu (Sho Hai – avec Kase.O)
- 2012 : Kase. O – Fiesta veraniega - Kamikaze
- 2012 : Tienen Soul - Toteking et Shotta (feat. Kase-O)
- 2012 : Juntos en esto - Lírico (avec Kase-O)
- 2013 : El nivel del bar - Frutas y Verduras (avec Kase O et Sho Hai)
- 2016 : El Círculo